# La bohème (Puccini)
La bohème (en español, La bohemia) es una ópera en cuatro actos con música de Giacomo Puccini y libreto en italiano de Giuseppe Giacosa y Luigi Illica, quienes simplificaron y aunaron los diferentes episodios de la novela por entregas Escenas de la vida bohemia, de Henri Murger, publicada a lo largo de cinco años (1845-1849) en el periódico El Corsario. Refleja las experiencias del compositor durante los años que vivió como estudiante en el Conservatorio de Milán, donde compartió habitación con Pietro Mascagni.
El estreno de La bohème tuvo lugar en el Teatro Regio de Turín el 1 de febrero de 1896, dirigido por Arturo Toscanini. La obra tuvo una acogida fría, tanto por parte del público como de la crítica; pero desde hace muchos años, La bohème es una de las óperas más destacadas del repertorio operístico estándar y aparece, en estadísticas recientes (2005-2010), como la cuarta más representada en todo el mundo. En 1946, cincuenta años después de su estreno, el propio Toscanini dirigió nuevamente una representación, esta vez con la Orquesta Sinfónica de la NBC, versión que luego se publicó en disco y en disco compacto y que es la única grabación de una ópera de Puccini realizada por su director original (véase Grabaciones, más adelante).

## Historia

### Composición
Según su portada, el libreto de La bohème se basa en la novela Scènes de la vie de bohème, de Henri Murger, una colección de viñetas que retrata a jóvenes bohemios que viven en el Barrio Latino de París en la década de 1840. Aunque habitualmente se le llama novela, no tiene una trama unificada. Al igual que la obra teatral de 1849 de Murger y Théodore Barrière, el libreto de la ópera se centra en la relación entre Rodolfo y Mimí, y termina con su muerte, y funde dos personajes de la novela, Mimí y Francine, en un solo personaje, Mimí.
Gran parte del libreto es original. Las principales tramas de los actos II y III son invención de los libretistas, y únicamente tiene unas pocas referencias de paso a los incidentes y personajes de Murger. La mayor parte de los actos I y IV son similares a lo ocurrido en la novela, y se unifican episodios de varios capítulos. Las escenas finales de los actos I y IV —las escenas entre Rodolfo y Mimí— aparecen tanto en la obra teatral como en la novela. La historia de su encuentro sigue fielmente el capítulo 18 de la novela, en la que los dos amantes que viven en una buhardilla no son Rodolfo y Mimí en absoluto, sino Jacques y Francine. La historia de la muerte de Mimí en la ópera surge de dos capítulos diferentes de la novela, uno referido a la muerte de Francine y el otro a la de Mimí.
El libreto publicado incluye una nota de los libretistas en la que defienden brevemente su adaptación. Sin mencionar la obra teatral directamente, aluden a la fusión de Francine y Mimí en un solo personaje: "Chi puo non confondere nel delicato profilo di una sola donna quelli di Mimì e di Francine?" ("¿Quién puede no detectar en el delicado perfil de una mujer la personalidad tanto de Mimì como la de Francine?"). En aquella época, habiendo muerto Murger sin haber dejado herederos, la novela era del dominio público, pero los derechos de la obra teatral aún eran controlados por los herederos de Barrière.

### Representaciones

#### Éxito inicial
El estreno mundial de La bohème tuvo lugar el 1 de febrero de 1896 en el Teatro Regio de Turín y fue dirigido por el joven Arturo Toscanini. La ópera rápidamente se hizo popular por toda Italia y pronto se montaron producciones por las siguientes compañías: el Teatro de San Carlos de Nápoles (14 de marzo de 1896, con Elisa Petri como Musetta y Antonio Magini-Coletti como Marcello); el Teatro Comunale de Bolonia (4 de noviembre de 1896, con Amelia Sedelmayer como Musetta y Umberto Beduschi como Rodolfo); el Teatro Costanzi (17 de noviembre de 1896, con Maria Stuarda Savelli como Mimí, Enrico Giannini-Grifoni como Rodolfo, y Maurizio Bensaude como Marcello); La Scala (15 de marzo de 1897, con Angelica Pandolfini como Mimí, Camilla Pasini como Musetta, Fernando De Lucia como Rodolfo, y Edoardo Camera como Marcello); La Fenice (26 de diciembre de 1897, con Emilia Merolla como Mimí, Maria Martelli como Musetta, Giovanni Apostolu y Franco Mannucci como Rodolfo, y Ferruccio Corradetti como Marcello); Teatro Regio de Parma (29 de enero de 1898, con Solomiya Krushelnytska como Mimí, Lina Cassandro como Musetta, Pietro Ferrari como Rodolfo, y Pietro Giacomello como Marcello); y el Teatro Donizetti de Bérgamo (21 de agosto de 1898, con Emilia Corsi como Mimí, Annita Barone como Musetta, Giovanni Apostolu como Rodolfo, y Giovanni Roussel como Marcello).
La primera representación de La bohème fuera de Italia fue en el Teatro de la Ópera de Buenos Aires, hoy llamado Teatro Ópera, Argentina, el 16 de junio de 1896. La ópera se estrenó en Alejandría, Lisboa y Moscú a principios de 1897. El estreno en el Reino Unido tuvo lugar en el Teatro Real en Mánchester, el 22 de abril de 1897, en una presentación de la compañía de ópera Carl Rosa supervisada por Puccini. Esta representación se ofreció en inglés y lo protagonizaron Alice Esty como Mimí, Bessie McDonald como Musetta, Robert Cunningham como Rodolfo, y William Paull como Marcello. El 2 de octubre de 1897 la misma compañía efectuó la primera representación de la ópera en la Royal Opera House en Londres y el 14 de octubre de 1897 en Los Ángeles, para el estreno en los Estados Unidos. 
La bohème se estrenó en Alemania en el Teatro de Ópera Kroll en Berlín el 22 de junio de 1897. 
El estreno de la Ópera en España fue el 10 de abril de 1898 en el Gran Teatro del Liceo de Barcelona. El estreno en Madrid tuvo lugar en el Teatro del Príncipe Alfonso el 16 de abril de 1898. La representación no se celebró en el Teatro Real (Madrid), el cual había acogido las dos óperas anteriores del músico, porque el Teatro del Príncipe Alfonso había adquirido los derechos para estrenar la obra.
El 16 de mayo de 1898 se representó en el Wallack's Theatre de Nueva York con Giuseppe Agostini como Rodolfo. La primera producción de la ópera realmente producida por la Royal Ópera House se estrenó el 1 de julio de 1899 con Nellie Melba como Mimi, Zeile de Lussan como Musetta, Fernando de Lucia como Rodolfo y Mario Ancona como Marcello.
El estreno en Francia de la ópera tuvo lugar en la Opéra-Comique el 13 de junio de 1898, en el Théâtre des Nations. La producción usó una traducción al francés de Paul Ferrier y protagonizado por Julia Guiraudon como Mimí, Jeanne Tiphaine como Musetta, Adolphe Maréchal como Rodolfo, y Lucien Fugère como Marcello.

#### SigloXX
La bohème siguió ganando popularidad internacional a principios del siglo XX y solo la Opéra-Comique había presentado ya la ópera cien veces en 1903. El estreno belga tuvo lugar en el teatro de La Moneda el 25 de octubre de 1900 usando la traducción al francés de Ferrier con Marie Thiérry como Mimí, Léon David como Rodolfo, Eugène-Charles Badiali como Marcello, escenarios de Pierre Devis, Armand Lynen, y Albert Dubosq, y Philippe Flon dirigiendo. La Metropolitan Opera de Nueva York representó la obra por vez primera el 26 de diciembre de 1900 con Nellie Melba como Mimí, Annita Occhiolini-Rizzini como Musetta, Albert Saléza como Rodolfo, Giuseppe Campanari como Marcello, y Luigi Mancinelli actuando como director.
La ópera se presentó por vez primera en Brasil en el Teatro Amazonas de Manaos el 2 de julio de 1901 con Elvira Miotti como Mimí, Mabel Nelma como Musetta, Michele Sigaldi como Rodolfo, y Enrico De Franceschi como Marcello. Pronto le siguieron otros estrenos:
- Melbourne: 13 de julio de 1901 (Her Majesty's Theatre; primera representación en Australia)[12]
- Mónaco: 1 de febrero de 1902, Ópera de Montecarlo en Montecarlo con Nellie Melba como Mimí, Enrico Caruso como Rodolfo, Alexis Boyer como Marcello, y Léon Jehin en la dirección.[10]
- Prato: 25 de diciembre de 1902, Regio Teatro Metastasio con Ulderica Persichini como Mimí, Norma Sella como Musetta, Ariodante Quarti como Rodolfo, y Amleto Pollastri como Marcello.[10]
- Catania: 9 de julio de 1903, Politeama Pacini con Isabella Costa Orbellini como Mimí, Lina Gismondi como Musetta, Elvino Ventura como Rodolfo, y Alfredo Costa como Marcello.[10]
- Austria: 25 de noviembre de 1903, Ópera Estatal de Viena en Viena con Selma Kurz como Mimí, Marie Gutheil-Schoder como Musetta, Fritz Schrödter como Rodolfo y Gerhard Stehmann como Marcello, bajo la dirección de Gustav Mahler.[10]
- Suecia: 19 de mayo de 1905, Real Teatro Dramático en Estocolmo, presentado por la Real Ópera de Suecia con Maria Labia como Mimí.[10]

## Personajes
| Personaje                                                                                              | Tesitura | Elenco del estreno, 1 de febrero de 1896 (Director: Arturo Toscanini) |
| --- | -------- | --------------------------------------------------------------------- |
| Mimí (Lucia), modista                                                                                  | soprano  | Cesira Ferrani                                                        |
| Rodolfo, poeta                                                                                         | tenor    | Evan Gorga                                                            |
| Marcello, pintor                                                                                       | barítono | Tieste Wilmant                                                        |
| Musetta, cantante                                                                                      | soprano  | Camilla Pasini                                                        |
| Colline, filósofo                                                                                      | bajo     | Michele Mazzara                                                       |
| Schaunard, músico                                                                                      | barítono | Antonio Pini-Corsi                                                    |
| Benoît, casero                                                                                         | bajo     | Alessandro Polonini                                                   |
| Alcindoro, consejero estatal                                                                           | bajo     | Alessandro Polonini                                                   |
| Parpignol, vendedor de juguetes                                                                        | tenor    | Dante Zucchi                                                          |
| Un sargento de aduanas                                                                                 | bajo     | Felice Fogli (Si)                                                     |
| Estudiantes, trabajadoras, ciudadanos, dependientes, vendedores callejeros, soldados, camareros, niños |          |                                                                       |

## Argumento

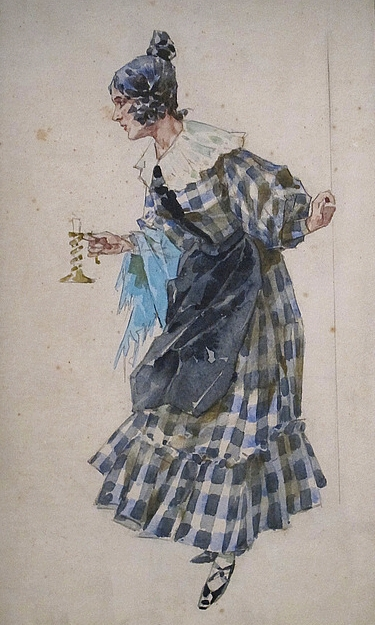
Vestuario de Mimí para el Acto I del estreno mundial.

La historia se ambienta en París en el período alrededor del año 1830, en el que un grupo de jóvenes artistas comparten una casa en el Barrio Latino, y con ello su amistad, ilusiones y amores.
Se centra esencialmente en el amor entre la modista llamada Mimí y el poeta Rodolfo. Se enamoran nada más conocerse, pero Rodolfo más tarde quiere dejar a Mimí por su comportamiento coqueto. Sin embargo, Mimí está mortalmente enferma y Rodolfo se siente culpable, pues su vida juntos ha empeorado su salud aún más. Se unen de nuevo por un breve momento antes de que ella muera.

### Acto I
En la buhardilla de los cuatro bohemios

En la buhardilla de los bohemios. Marcello pinta mientras Rodolfo mira por la ventana. Como no tienen combustible y hace frío, utilizan los manuscritos del drama que está escribiendo Rodolfo para hacer fuego. Colline, el filósofo, entra en la pieza congelado y molesto por no haber podido empeñar unos libros. Schaunard, el músico, llega con comida, madera, vino y dinero; explica a sus compañeros la fuente de su súbita riquezas, un trabajo con un excéntrico caballero inglés. Nadie le presta atención porque caen sobre la comida, que es retirada rápidamente por Schaunard, y declarando que, en lugar de ello, todos celebrarán su buena suerte cenando en el Café Momus. Mientras beben, llega Benoît, el casero, en busca del pago de la renta. Los bohemios le engatusan ofreciéndole vino, y, en medio del efecto del alcohol, les narra sus aventuras amorosas, añadiendo que está también casado, ante lo cual todos reaccionan con una indignación pacata, fingida, y le echan de la habitación sin pagarle la renta. Deciden que lo mejor es utilizar ese dinero para irse de parranda por el Barrio Latino.
Los otros bohemios salen, pero Rodolfo se queda solo por un momento para terminar un artículo que está escribiendo, prometiendo reunirse con sus amigos pronto. En ese momento alguien llama a la puerta, y entra Mimí, una modista que vive en otra habitación del edificio. Ha venido a pedir que le ayuden a encender nuevamente su vela, que se le ha apagado. Sale, pero regresa en seguida porque ha olvidado su llave. En ese momento, ambas luces se apagan y en la oscuridad deben buscar la llave. Rodolfo, deseoso de pasar tiempo con Mimí, encuentra la llave y se la guarda en el bolsillo, fingiendo inocencia. Cuando sus manos tropiezan, ambos aprovechan la ocasión para contar la historia de sus vidas: él interpreta Che gelida manina / "Qué manita más fría" y ella, Sì, mi chiamano Mimi / "Sí, me llaman Mimí". Son interrumpidos por las voces de los amigos, impacientes, que han venido a buscar a Rodolfo, pero mientras él sugiere quedarse en casa con Mimí, ella decide acompañarlo. Mientras se van, cantan su amor recién encontrado (dúo: O soave fanciulla / "¡Oh, dulce muchacha").

### Acto II
En el Barrio Latino de París

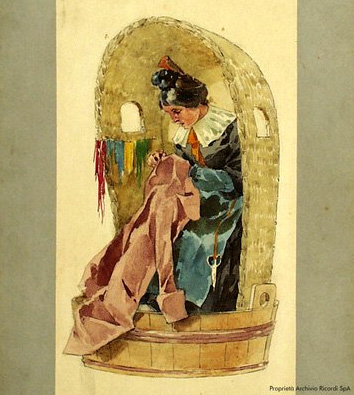
Diseño de vestuario para el Acto II de "la rappezzatrice" (la remendadora) para el estreno mundial.

En las calles hay una gran multitud, junto con niños, que se divierte mientras los vendedores callejeros vociferan sus productos (coro: Aranci, datteri! Caldi i marroni! / "¡Naranjas, dátiles! ¡Castañas calientes!"). Aparecen los amigos, animados con alegría; Rodolfo le compra a Mimí un sombrero rosado. Los parisinos cotillean con sus amigos y regatean con los vendedores; los niños de las calles claman por ver las mercancías de Parpignol, el juguetero. Los amigos entran en el Café Momus.
Mientras los hombres y Mimí beben y comen en el café, aparece Musetta, ex de Marcello, acompañada de su rico (y envejecido) admirador, el ministro del gobierno, Alcindoro, a quien ella trata como si fuera un perrillo faldero. Queda claro que se ha cansado de él. Ella intenta de varias maneras llamar la atención de Marcello, y lo logra cantando una sensual aria dedicada fingidamente a su nuevo amante, que hace las delicias de los parisinos y avergüenza a su patrón (vals de Musetta: Quando m'en vò / "Cuando voy"). Pronto Marcello arde de celos. Para librarse un poco de Alcindoro, Musetta finge un dolor en un pie, por culpa del zapato que le aprieta demasiado, y hace que Alcindoro vaya a buscarle un nuevo par. Durante la confusión que sigue, Musetta aprovecha para reunirse con su amado Marcello y se reconcilian.
Cuando los bohemios deciden pagar la cuenta para marchar, encuentran que Schaunard no tiene suficiente dinero y, siguiendo una sugerencia de Musetta, deciden cargar la cuenta a Alcindoro. Soldados desfilan en la calle, y aprovechando la confusión, Marcello y Colline llevan a Mussetta en brazos y huyen, bajo la risa cómplice de los espectadores. Cuando se han ido todos, Alcindoro llega con el par de zapatos buscando a Musetta. El camarero le entrega la cuenta y, horrorizado por el importe, Alcindoro se hunde en una silla.

### Acto III
En la aduana de Enfer
Los vendedores ambulantes pasan la barrera y entran en la ciudad. Entre ellos está Mimí, tosiendo violentamente. Intenta encontrar a Marcello, quien vive en una pequeña taberna cercana donde él pinta anuncios para el tabernero. Ella le cuenta lo difícil que se ha vuelto la vida con Rodolfo, que ha abandonado la casa la noche anterior (aria: O buon Marcello, aiuto! / "¡Oh, buen Marcello, ayuda!"). Marcello le cuenta que Rodolfo está durmiendo en la taberna donde él vive también. Rodolfo, que acaba de despertar y busca a Marcello, entra en escena. Mimí rápidamente se oculta y oye a Rodolfo decirle primero a Marcello que ha abandonado a Mimí debido a que es demasiado coqueta con otros hombres, pero luego confiesa que él tiene miedo de que ella esté consumiéndose lentamente por una enfermedad mortal (muy probablemente tuberculosis, conocida por la palabra comodín "consunción" en el siglo XIX). Rodolfo, en su pobreza, poco puede hacer por ayudar a Mimí y decidió fingir no amarla más para que ésta se olvide de él y se vaya a vivir con otro hombre que pueda proporcionarle un modo de vida más confortable (¡Mimí e tanto malata! / "¡Mimí está tan enferma!"). Marcello, preocupado por Mimí intenta hacerle callar, pero ella ya lo ha escuchado todo y se descubre a sí misma cuando tose violentamente. Marcello les deja para volver con Musetta. Rodolfo y Mimí cantan a su amor perdido. Planean separarse amistosamente (Mimí: Donde lieta usci / "Donde feliz salí"), pero su amor mutuo es demasiado fuerte. Llegan a un compromiso: deciden permanecer juntos hasta que llegue la estación de las flores, la primavera, cuando el mundo revive de nuevo y nadie se siente verdaderamente solo. Mientras tanto, Marcello se ha unido con Musetta, y en la distancia se escucha su feroz discusión: un contrapunto opuesto a la reconciliación de la otra pareja (cuarteto de Mimí, Rodolfo, Musetta, Marcello: Addio dolce svegliare alla mattina! / "Adiós, dulces despertares por la mañana!").

### Acto IV
Nuevamente en la buhardilla
Marcello y Rodolfo parecen trabajar, aunque están principalmente lamentándose por la pérdida de sus respectivas amadas (dúo: ¡O Mimì!, ¡Tu più non torni! / "¡Oh Mimí, no regresarás!"). Schaunard y Colline entran con una cena muy frugal, que consiste en algo de pan y un arenque, y los cuatro parodian un delicioso banquete, cantando y bailando (Gavota!). Musetta entra alarmada con noticias: Mimí, que aceptó a un vizconde después de dejar a Rodolfo en la primavera, ha dejado a su protector. Musetta la ha encontrado vagando por las calles, muy debilitada por su enfermedad, y se la ha traído consigo a la buhardilla. Todos ayudan a la chica, demacrada y pálida, a sentarse en una silla. Preocupados, Musetta y Marcello salen de la habitación para vender las joyas de ella y así comprar algunas medicinas, y Colline sale para empeñar su abrigo (Vecchia zimarra, senti / "Viejo abrigo, escucha"). Schaunard, instado por Colline, se marcha calladamente para dejar a Mimì y Rodolfo tiempo juntos. Solos, Rodolfo y Mimí, recuerdan sus tiempos felices (dúo de Mimí y Rodolfo: Sono andati? / "¿Se han ido?"). Recuerdan su primer encuentro —las velas, la llave perdida— y, para placer de Mimí, Rodolfo le entrega el sombrerito rosado que él le compró a ella y que ha conservado como un recuerdo de su amor. Regresan todos, con un manguito como regalo para calentar las manos de Mimí y alguna medicina. Le dicen a Rodolfo que han llamado al médico. Se postran a los pies de la cama, Musetta reza una plegaria, y Mimí, inadvertidamente, queda inconsciente. Mientras Musetta reza, Mimí muere. Schaunard descubre a Mimí sin vida. Rodolfo cae en cuenta y grita ¡Mimí...! ¡Mimí...! angustiado, y llora sin poder contenerse.

## Instrumentación
La partitura está escrita para las voces solistas, un coro mixto y una orquesta formada por:
- Viento: 1 flautín, 2 flautas, 2 oboes, 1 corno inglés, 2 clarinetes en la y si bemol, clarinete bajo en la y si bemol, 2 fagotes.
- Metal: 4 trompas en fa, 3 trompetas en fa, 3 trombones, 1 trombón bajo.
- Percusión: timbales, bombo, caja, platillos, triángulo, xilófono, glockenspiel, campanillas.
- Cuerda: 1 arpa y una sección de cuerdas con violines I y II, violas, violonchelos y contrabajos.

## Discografía
Véase Anexo:Discografía de La Bohème

## El acto desaparecido
En 1957 la viuda de Illica murió y sus papeles fueron entregados al Museo de Parma. Entre ellos estaba el libreto completo de La bohème. Se descubrió que los libretistas habían preparado un acto que Puccini decidió no usar en su composición. Destaca por explicar las afirmaciones celosas de Rodolfo a Marcello en el Acto III.
El "acto desaparecido" se encuentra en la línea temporal entre la escena en el Café Momus y el Acto III y describe una fiesta al aire libre en las habitaciones de Musetta. Su protector ha rechazado pagar la renta debido a sus sentimientos celosos, y el mobiliario de Musetta es trasladado al patio para ser subastado la mañana siguiente. Los cuatro bohemios encuentran en esto una excusa para celebrar una fiesta y preparan vino y una orquesta. Musetta entrega a Mimí un bello traje para que lo luzca y la presenta a un vizconde. La pareja baila una cuadrilla en el patio, lo que provoca los celos de Rodolfo. Esto explica por qué en el Acto III menciona el "moscardino di Viscontino" (ese petimetre de vizconde). Al acercarse la mañana, los comerciantes de muebles se van llevando las piezas para la subasta de la mañana.

## Obras derivadas
En 1959 el vals de Musetta fue adaptado por el escritor de canciones Bobby Worth para la canción pop del año 1959 Don't You Know?, un éxito de Della Reese. La ópera fue también adaptada en forma de cuento en 1983 por el novelista V. S. Pritchett para ser publicado por la Asociación de la Metropolitan Opera.
La Bohème. Una piccola storia sull'immortalità dell'amore e dell'amicizia por Carollina Fabinger es una versión ilustrada en italiano para jóvenes lectores publicado por Nuages, Milán 2009, ISBN 978-88-86178-89-1.

### Modernizaciones

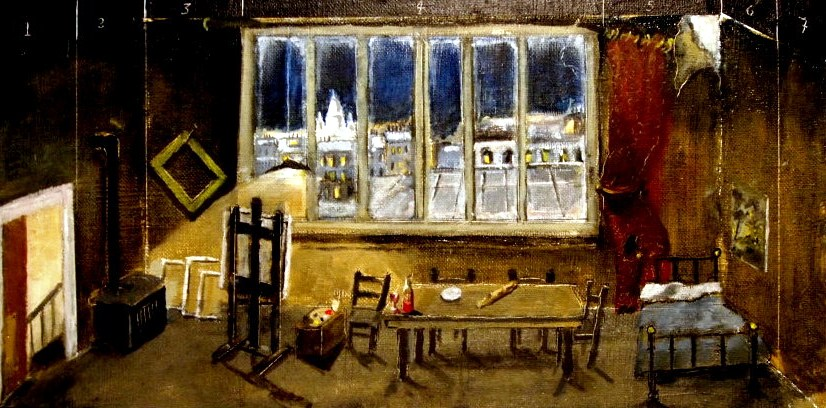
Diseño escénico para el Acto I de La bohème, Reginald Gray, 2010

Baz Luhrmann produjo la ópera para Opera Australia en 1990 con traducciones subtituladas modernizadas y un presupuesto de solo 60.000 A$. Se lanzó un DVD con la representación en el escenario. Esta versión se ambientaba en 1957, más que en el período original de 1830. La razón para actualizar La bohème a esta época, según Baz Luhrmann, fue que "... (ellos) descubrieron que 1957 encajaba muy bien con las realidades sociales y económicas de París en los años 1840". En 2002, Luhrmann volvió a representar esta versión en Broadway y ganó un Premio Tony. Para interpretar las ocho representaciones semanales en Broadway, se usaron tres repartos de Mimís y Rodolfos, y dos de Musettas y Marcellos, rotando.
El musical de Broadway Rent (1996) de Jonathan Larson, se basa en La bohème. Aquí los amantes, Roger y Mimí, se enfrentan al sida y la acción progresa con canciones como "Light My Candle", que hacen una referencia directa a La bohème. Muchos de los nombres de los personajes se conservan o son parecidos (por ejemplo, el personaje Angel recibe el apodo "Schunard"), y en otro momento de la obra, el compañero de piso de Roger y mejor amigo Mark hace una referencia irónica al "vals de Musetta" (Mark anuncia que Roger presentará una nueva canción, pero tras oír los primeros acordes dice "...que no se parezca al vals de Musetta"), que es un tema recurrente a lo largo del primer acto y se interpreta a lo largo del segundo acto.
Otra adaptación es la película Boheemielämää (La vie de bohème) de Aki Kaurismäki estrenada en 1992.
En el tango Griseta (letra de José González Castillo, música de Enrique Pedro Delfino, 1924)  la primera estrofa hace referencia a los personajes de la ópera: Mezcla rara de Musetta y de Mimí /con caricias de Rodolfo y de Schaunard,